# Eriopyga dolia
Eriopyga dolia är en fjärilsart som beskrevs av Dyar 1913. Eriopyga dolia ingår i släktet Eriopyga och familjen nattflyn. Inga underarter finns listade i Catalogue of Life.